# 天王新堀
天王新堀（てんのうしんぼり）は、埼玉県北東部を流れる普通河川。

## 概要
江戸時代に天王堀（てんのうぼり）として開削された葛西用水路の排水路で、当初は加須市を起点とする六郷堀とは別の河川であったが、現在では接続し、六郷堀の下流河川となっている。六郷堀は加須市南大桑と久喜市鷲宮の境界付近に位置する東武伊勢崎線の橋梁西方付近で天王新堀と名を変える。
流路は青毛堀川（南側）・葛西用水路（北側）との間をほぼ並行して流下している。久喜市鷲宮1丁目・2丁目・3丁目・4丁目などの市街地では都市排水路を兼ねながら流下したのち、鷲宮（西側）と西大輪（東側）において境界を成しながら、水田などの農地の中を流下する。この周辺より野久喜字出来野の北方の水田まで、天王新堀は用悪水路（用水路兼排水路）となり、排水路としてだけではなく水田への用水としても利用されている。
久喜市野久喜および西大輪との境界に設けられている水門（天王堰）にて平沼落川を分水する。久喜市青毛で流路を南方に変え、埼玉県道153号幸手久喜線（久喜幸手新道）を横断、青葉2丁目より流域が再び市街地となり、同地の県営住宅の西側を流れ、青毛堀川に合流する。流路の詳細に関しては下記の流路節を参照されたい。

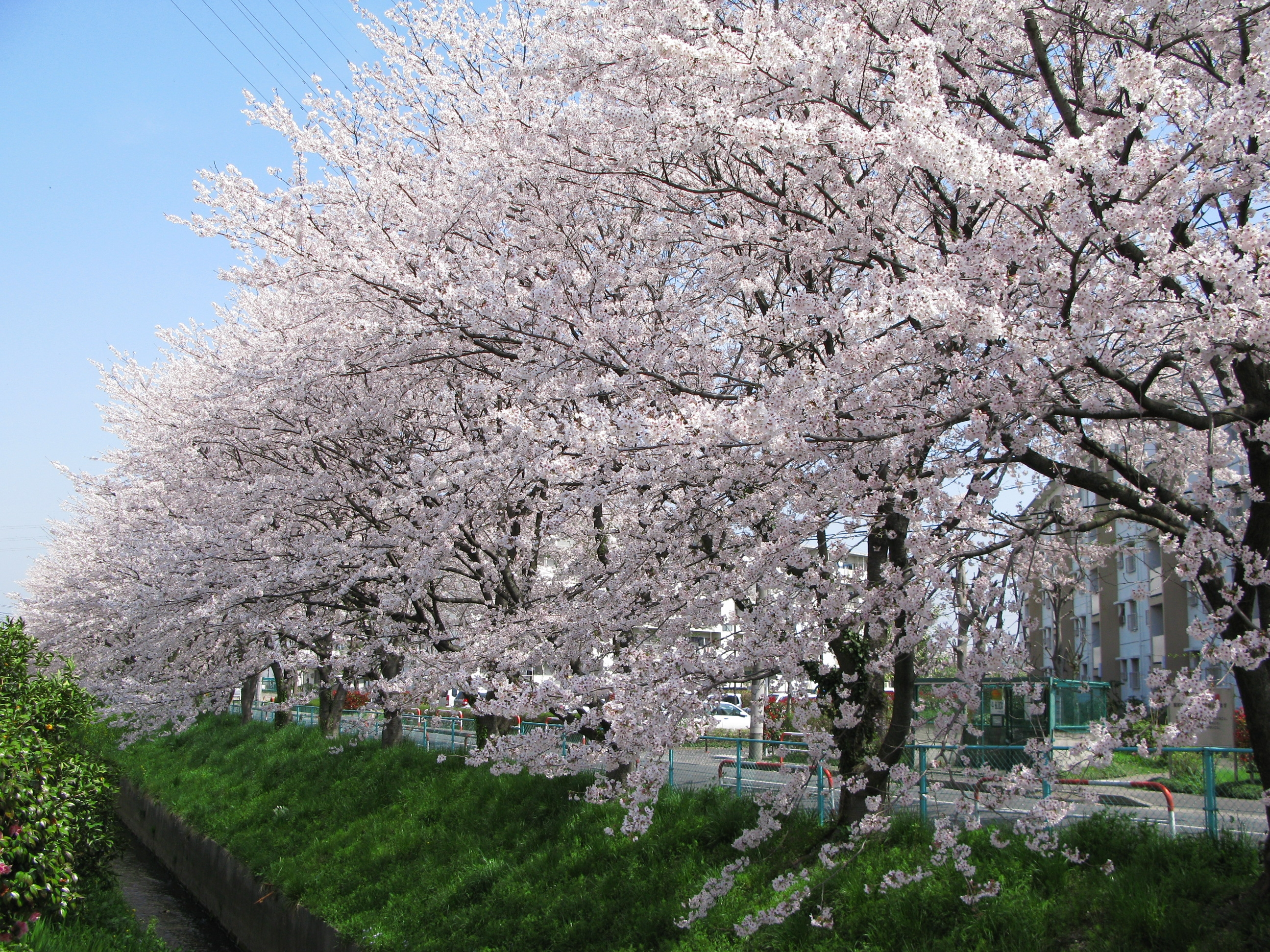
天王新堀の桜

青毛流域より青毛堀川まで桜が植樹され、青毛堀川と併せて久喜市の桜名所の一つとなっている。
天王新堀川（てんのうしんぼりがわ）とも称される。
分流
- 平沼落川（旧称：平沼用水、古称：大境堀）

合流
- 平沼分水の残存流路

## 流路
- 起点：加須市南大桑（西側）・久喜市鷲宮（東側）の境界付近（東武伊勢崎線橋梁の西方）にて六郷堀より天王新堀へと河川名が変わる。
- 加須市南大桑（北側）と久喜市鷲宮（南側）の境界を成しながら水田の中を東へと流下する。この間に東武伊勢崎線の橋梁と交差する。
- 鷲宮3丁目・4丁目（北側）と鷲宮1丁目・2丁目・5丁目（南側）との境界を成しながら市街地の中を東南東へ流下し、鷲宮5丁目にて北方より流下してくる葛西用水路の西方に沿って南東へと流路を変え流下する。また、鷲宮5丁目にて葛西用水路と接近した付近に水門が設けられている。
- 鷲宮（西側）と西大輪（東側）との境界（幾分か鷲宮側を流下する区間あり）を成しながら、水田などの農地の中を南東へ流下する。
- 東北本線橋梁を東側へ横断し、この周辺より西大輪（北側）と野久喜（一部古久喜、南側）のおおよその境界を成しながら、東南東へ流れる。
- 西大輪（北側）と野久喜（南側）の境界に設けられた溜井・水門（天王堰）より平沼落川（かつての平沼用水）を分水する。（同地の溜井・水門の北西側に埼玉県鷲宮中継ポンプ場が所在する。）
- 高台橋（けやきの木共同作業所入口）より約100mほど上流付近にて東南東より南東へと流路を変え、高台橋より約50mほど下流より青毛字上青毛を南東へ流れる。
- ふれあいセンター久喜西側にて北側より来る平沼落川の支流（かつての平沼分水）と合流し南南西へ流路を変える。
- 埼玉県道153号幸手久喜線（久喜幸手新道）を横断し青葉2丁目を流れる。
- 県営住宅の西側を南南西へ流れ、青葉さくら通りを横断し青毛堀川へ至る。
- 終点：青毛堀川

## 橋梁
- 東武伊勢崎線橋梁
- 名称不明
- 穴辺橋
- 新宿橋
- この間に数橋の人道橋・車道橋あり
- 名称不明（鷲宮郵便局南側橋梁）
- この間に数橋の人道橋・車道橋あり
- 旭橋（埼玉県道410号鷲宮停車場線橋梁）

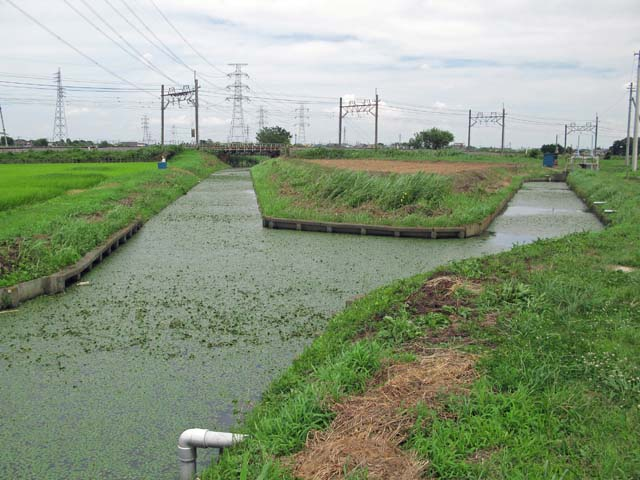
天王新堀の起点

- 名称不明（鷲宮図書館・久喜市立郷土資料館前橋梁）
- 名称不明
- 名称不明
- 名称不明
- 名称不明（久喜市立鷲宮中学校東側橋梁）
- 名称不明（埼玉県道12号川越栗橋線）
- 名称不明
- 名称不明（稲倉魂神社西側橋梁）
- 名称不明
- 名称不明
- 前川原橋（東鷲宮西停車場線延伸道路）[2]。
- 名称不明
- 名称不明
- 下新井橋（埼玉県道3号さいたま栗橋線）
- 下河原橋

- 天王橋
- 東北本線橋梁
- 外野新堀橋（人道橋）
- 名称不明（鉄板製の橋、欄干なし）
- 名称不明
- 新堀橋（東北新幹線側道）
- 東北新幹線橋梁
- 名称不明
- 天王新橋
- 名称不明
- 高台橋（けやきの木共同作業所入口）
- 名称不明（青毛字上青毛の市道）
- ふれあい橋（ふれあいセンター久喜西側）

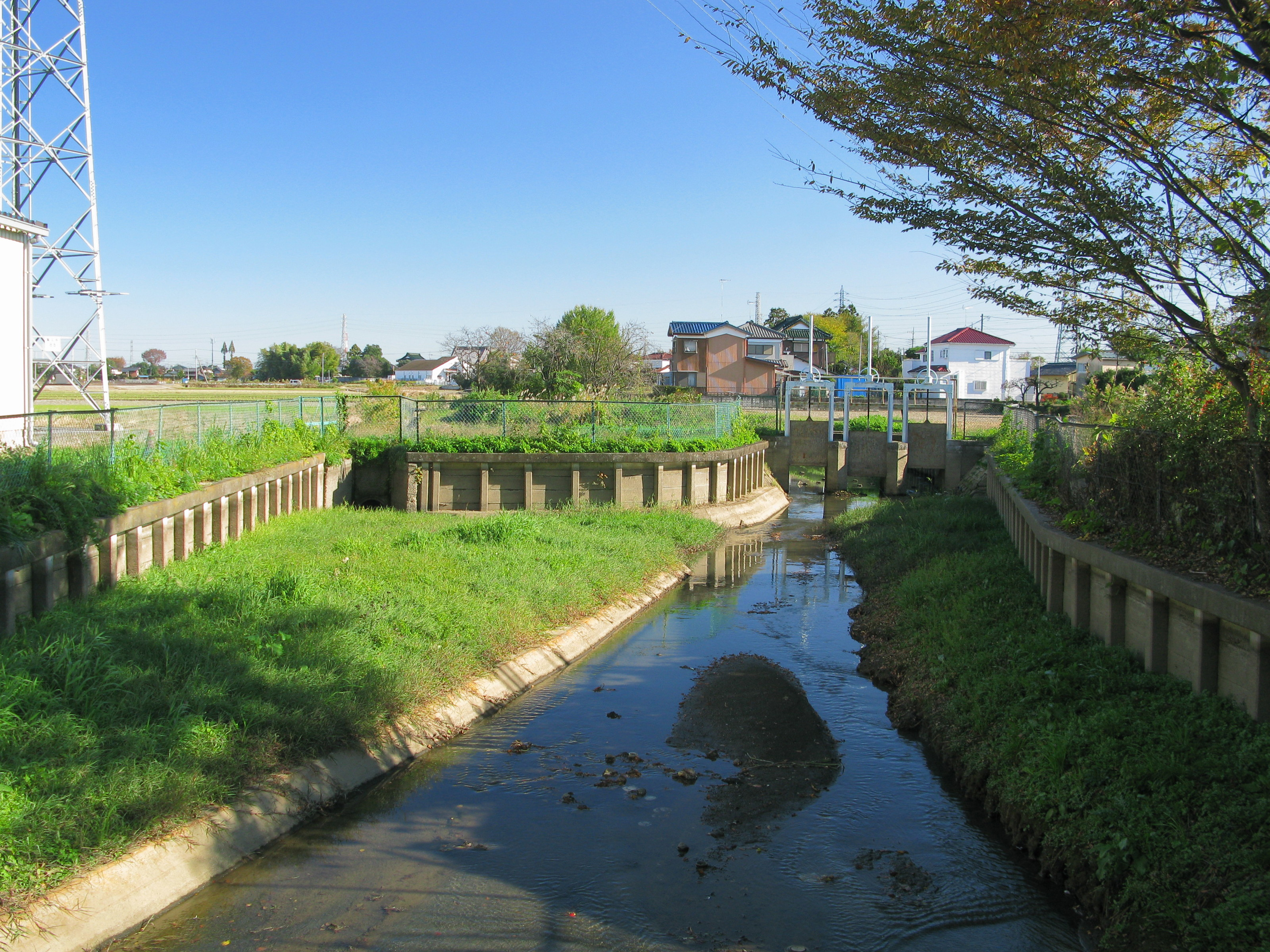
天王新橋付近

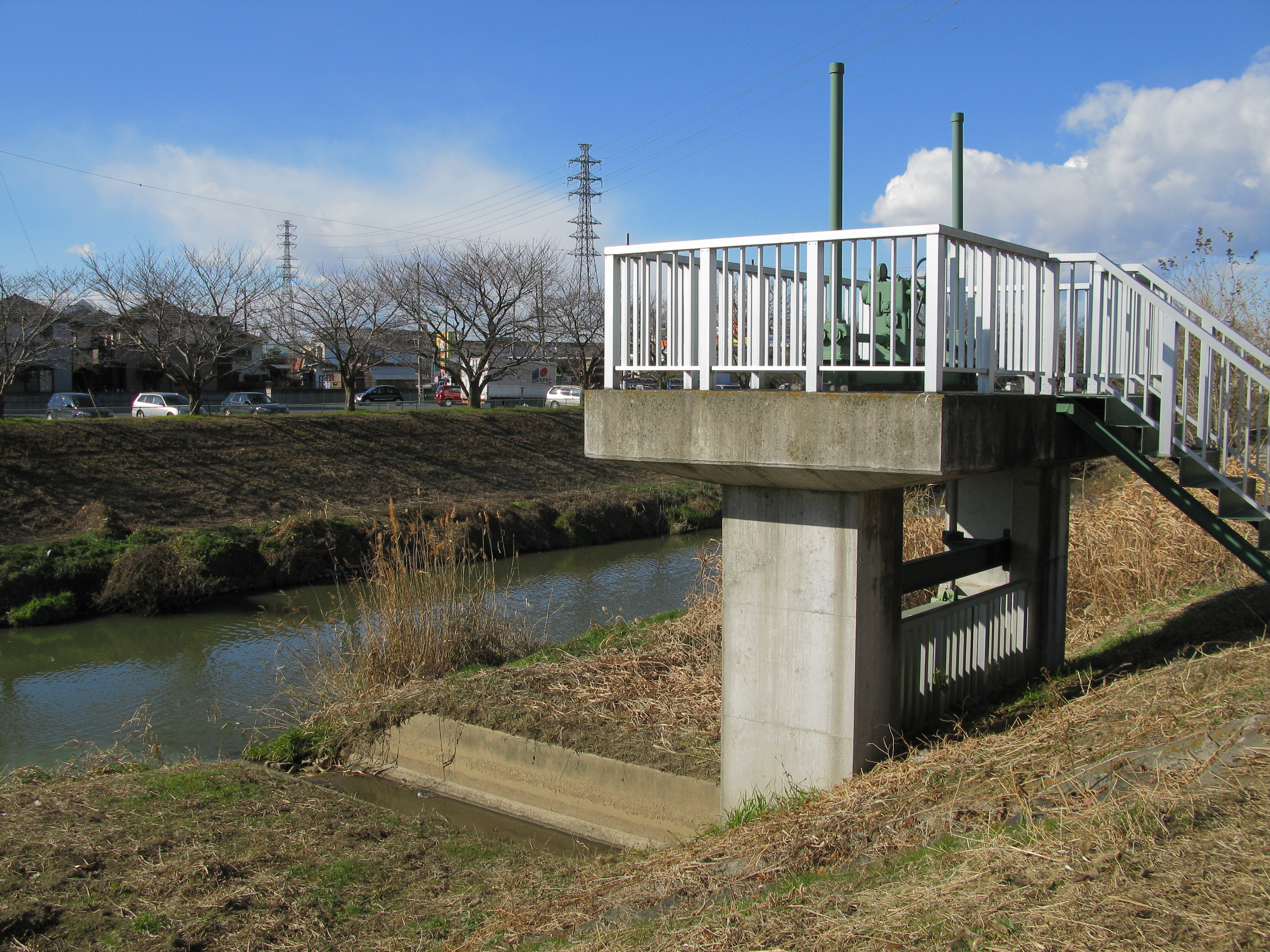
天王新堀と青毛堀川の合流点

- 青毛橋（埼玉県道153号幸手久喜線（久喜幸手新道））
- 名称不明
- 名称不明（青葉さくら通り）

## 周辺の施設
- 水門（鷲宮5丁目）
- 埼玉県鷲宮中継ポンプ場（西大輪）
- 天王堰（西大輪・野久喜の境界）